# Dandi dansa
Dandi dansa è un singolo del cantante svedese Danny Saucedo, pubblicato il 27 febbraio 2021 su etichetta discografica Chiliboyproductions.

## Descrizione
Con Dandi dansa il cantante ha preso parte a Melodifestivalen 2021, la competizione canora svedese utilizzata come processo di selezione per l'Eurovision Song Contest 2021. Si tratta della terza partecipazione al festival di Danny Saucedo come solista, e della prima dal 2012. Essendo risultato fra i due più votati dal pubblico tra i sette partecipanti alla sua semifinale, ha avuto accesso diretto alla finale del 13 marzo. Qui si è piazzato 7º su 12 partecipanti con 74 punti totalizzati, di cui 39 provenienti dalle giurie internazionali e 35 risultanti dal televoto.

## Tracce
Testi e musiche di Danny Saucedo e Karl-Johan Råsmar.
1. Dandi dansa – 2:59

## Classifiche
| Classifica (2021) | Posizione massima |
| ----------------- | ----------------- |
| Svezia            | 7                 |